# Antigüedades judías
Antigüedades judías (Ιουδαϊκή αρχαιολογία) es una obra escrita hacia los años 93-94 por el historiador judío Flavio Josefo (37-100) en griego clásico. La obra está destinada a narrar la historia de los judíos a un público goy (‘gentil’), esforzándose por demostrar que el pueblo judío es el más antiguo de todos los existentes. Cubre un período que abarca desde la Creación del mundo hasta la revuelta antirromana que se inició en el año 66.
Se divide en veinte libros, y toma como modelo las Antigüedades romanas de Dionisio de Halicarnaso (60-7 a. C.).
Los diez primeros son una paráfrasis del texto de la Biblia de los Setenta (130 a. C.), y cubren el período que llega hasta la etapa del dominio persa. La segunda parte, que se inicia con la época de Alejandro Magno, utiliza fuentes tanto griegas (Polibio), como judías (Primer libro de los macabeos).
En los libros XV, XVI y XVII se narra la historia de Herodes el Grande (74-4 a. C.).
La obra es célebre por contener, en el libro XVIII, un testimonio histórico acerca de Jesús de Nazaret, el fragmento llamado Testimonio flaviano. Sin embargo, existen dudas sobre la autenticidad de este fragmento, ya que la mayoría de los autores modernos consideran que contiene interpolaciones cristianas posteriores.

## Enlaces externos

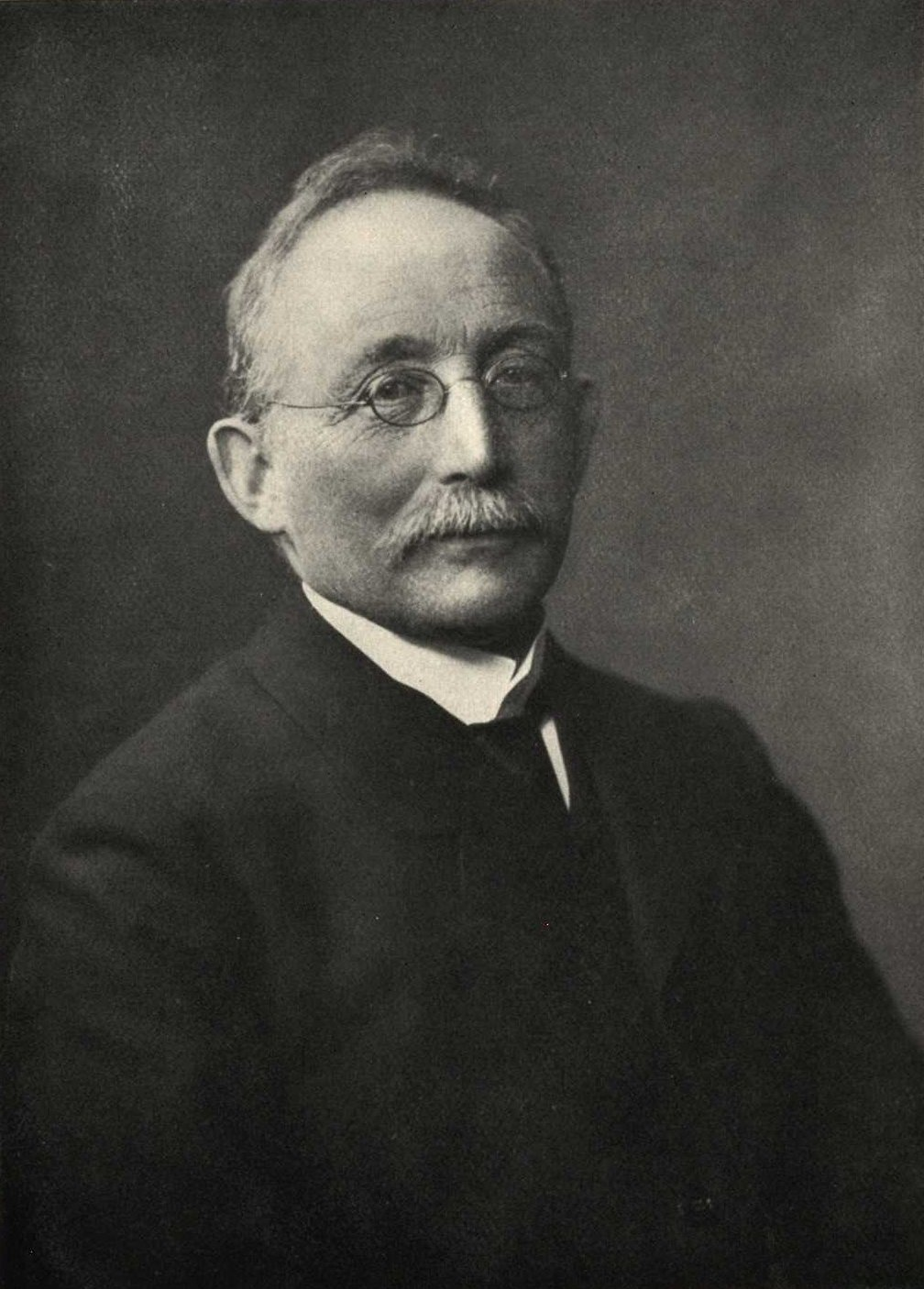
Retrato de Benedikt Niese.